# Оушен-В'ю (Делавер)
Оушен-В'ю (англ. Ocean View) — місто (англ. town) в окрузі Сассекс штату Делавер США. Населення — 2636 осіб (2020).

## Географія
Оушен-В'ю розташований за координатами 38°31′51″ пн. ш. 75°6′39″ зх. д. / 38.53083° пн. ш. 75.11083° зх. д. (38.530752, -75.110743).  За даними Бюро перепису населення США в 2010 році місто мало площу 6,34 км², уся площа — суходіл. В 2017 році площа становила 6,85 км², з яких 6,84 км² — суходіл та 0,01 км² — водойми.

## Демографія
Згідно з переписом 2010 року, у місті мешкали 1882 особи в 888 домогосподарствах у складі 613 родин. Густота населення становила 297 осіб/км².  Було 1928 помешкань (304/км²).
Расовий склад населення:
| - 96,6 % — білих - 1,3 % — азіатів - 0,9 % — чорних або афроамериканців - 0,1 % — корінних американців - 0,3 % — осіб інших рас |

До двох чи більше рас належало 1,0 %. Частка іспаномовних становила 2,7 % від усіх жителів.
За віковим діапазоном населення розподілялося таким чином: 12,6 % — особи молодші 18 років, 53,0 % — особи у віці 18—64 років, 34,4 % — особи у віці 65 років та старші. Медіана віку мешканця становила 58,4 року. На 100 осіб жіночої статі у місті припадало 88,0 чоловіків;  на 100 жінок у віці від 18 років та старших — 85,8 чоловіків також старших 18 років.
Середній дохід на одне домашнє господарство  становив 88 310 доларів США (медіана — 69 688), а середній дохід на одну сім'ю — 105 622 долари (медіана — 88 561). Медіана доходів становила 54 750 доларів для чоловіків та 41 827 доларів для жінок. За межею бідності перебувало 5,2 % осіб, у тому числі 0,0 % дітей у віці до 18 років та 5,1 % осіб у віці 65 років та старших.
Цивільне працевлаштоване населення становило 796 осіб. Основні галузі зайнятості: освіта, охорона здоров'я та соціальна допомога — 24,2 %, роздрібна торгівля — 14,2 %, мистецтво, розваги та відпочинок — 13,4 %, фінанси, страхування та нерухомість — 13,3 %.